# Nicola Sanna
Nicola Sanna (Bochum, 4 maggio 1963) è un politico e agronomo italiano, sindaco di Sassari dal 3 giugno 2014 al 2 luglio 2019.

## Biografia
Nicola Sanna, di professione agronomo è nato a Bochum in Germania nel 1963. Esponente del Partito Democratico, è stato sindaco di Sassari dal 25 maggio del 2014. In precedenza, nella giunta guidata dal sindaco Gianfranco Ganau, Sanna ricoprì l’incarico di assessore al Bilancio. Alle scorse elezioni, dopo la vittoria alle primarie sul filo di lana, fu eletto al primo turno conquistando il 65,54% delle preferenze, con un distacco di oltre 50 punti sui candidati del centrodestra e del Movimento 5 Stelle.
Il 26 febbraio 2019 decide di rassegnare le dimissioni dalla carica di sindaco a seguito dell'esito negativo ottenuto alle elezioni regionali sarde del 2019, ma il 6 marzo ritira le dimissioni prima che venga attuato il commissariamento. Tuttavia deciderà di non ricandidarsi per un secondo mandato.
Nel giugno del 2023 annuncia la sua adesione a +Europa, partito che alcuni mesi dopo lo candiderà come consigliere alle elezioni regionali sarde del 2024 a sostegno di Renato Soru.